# Saitis splendidus
Saitis splendidus är en spindelart som först beskrevs av Charles Athanase Walckenaer 1837.  Saitis splendidus ingår i släktet Saitis och familjen hoppspindlar. Inga underarter finns listade i Catalogue of Life.